# メダルウィナーズオープン
メダルウィナーズオープン（英語:MEDAL WINNERS OPEN）は、2012年より国際スケート連盟（ISU）の公認で行われるフィギュアスケートにおけるプロアマ混合の国際大会。

## 概要
- 選手の出場資格としてオリンピック、世界選手権、ヨーロッパ選手権、四大陸選手権、グランプリファイナルの5大会においてメダルを授与された選手のみ出場資格が与えられる。尚、メダルを獲得した選手であれば、プロでもアマチュアでも出場が可能である。
- 男女別にシングル6名ずつで争われ、男子は3分30秒、女子は3分のフリープログラムにて競技を行う。
- 競技会のため、採点はISUの採点法に準じ、上位3名にはメダルも授与される。ジャッジはISUから派遣された9人編成とする。

## ルール説明
- ウェルバランスプログラムによる演技には、各スケーターによるより芸術性を重視したものを期待する。
- 女子シングルの演技時間は3分、男子の演技時間は3分30秒とし、10秒間の増減が可能。
- ジャンプエレメンツは2回転以上を3つまで。うち1つはコンビネーションまたはシークエンスでもよい。コンビネーションは2つのジャンプからなるもの。シークエンスに含むジャンプの数に制限はないが、難易度の高い2つの得点を採用する。演技後半のジャンプには1.1の係数を掛ける。
- スピンはアブリビエーション（略記号）の異なるスピンを3つまで。
- 1つのコレオグラフィック・シークエンス。
- 如何なるボーカル入り音楽も許される。
- 特殊照明を入れた中での演技が可能。
- イス、机、ピアノなどの使用は不可、帽子、剣、杖、傘等の使用は可。使用可能な小道具を氷上に落下させた場合の減点はない。
- ISUの採点方法に準じているため、いくらプロスケーターによる演技であっても、演技の要素に減点項目の対象となれば、減点となる。（2012年にフィリップ・キャンデロロが演技中に行った「バックフリップ」は減点対象となった。）

## 歴代大会結果

### 男子シングル
| 年   | 開催地   | 金                       | 銀                   | 銅                 |
| ---- | -------- | ------------------------ | -------------------- | ------------------ |
| 2012 | さいたま | ジェフリー・バトル       | カート・ブラウニング | イリヤ・クーリック |
| 2015 | 東京     | エフゲニー・プルシェンコ | 織田信成             | ジェフリー・バトル |
| 2016 | 門真     | ジェレミー・アボット     | 織田信成             | ジェフリー・バトル |

### 女子シングル
| 年   | 開催地   | 金                     | 銀                     | 銅                   |
| ---- | -------- | ---------------------- | ---------------------- | -------------------- |
| 2012 | さいたま | 荒川静香               | ジョアニー・ロシェット | イリーナ・スルツカヤ |
| 2015 | 東京     | ジョアニー・ロシェット | サラ・マイアー         | 安藤美姫             |
| 2016 | 門真     | ジョアニー・ロシェット | カロリーナ・コストナー | 安藤美姫             |